# Ford Taurus
Ford Taurus – samochód osobowy klasy wyższej produkowany pod amerykańską marką Ford od 1986 roku. Od 2022 roku produkowana jest ósma generacja modelu.

## Pierwsza generacja

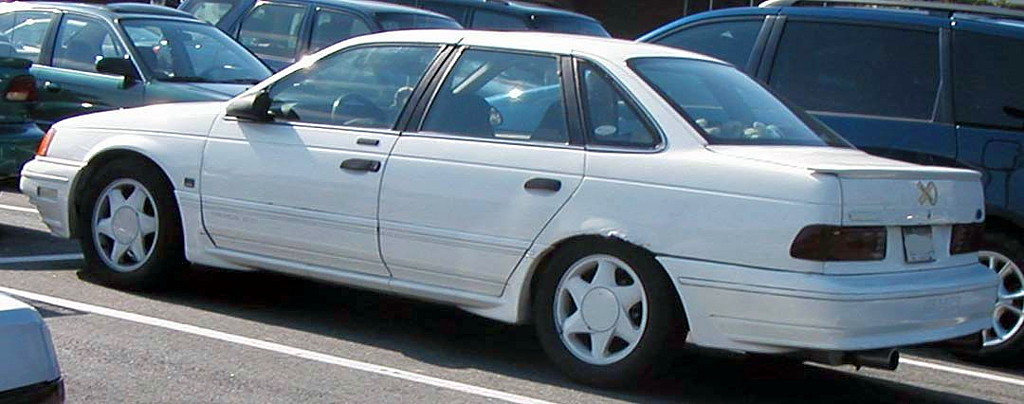
Ford Taurus I – tył

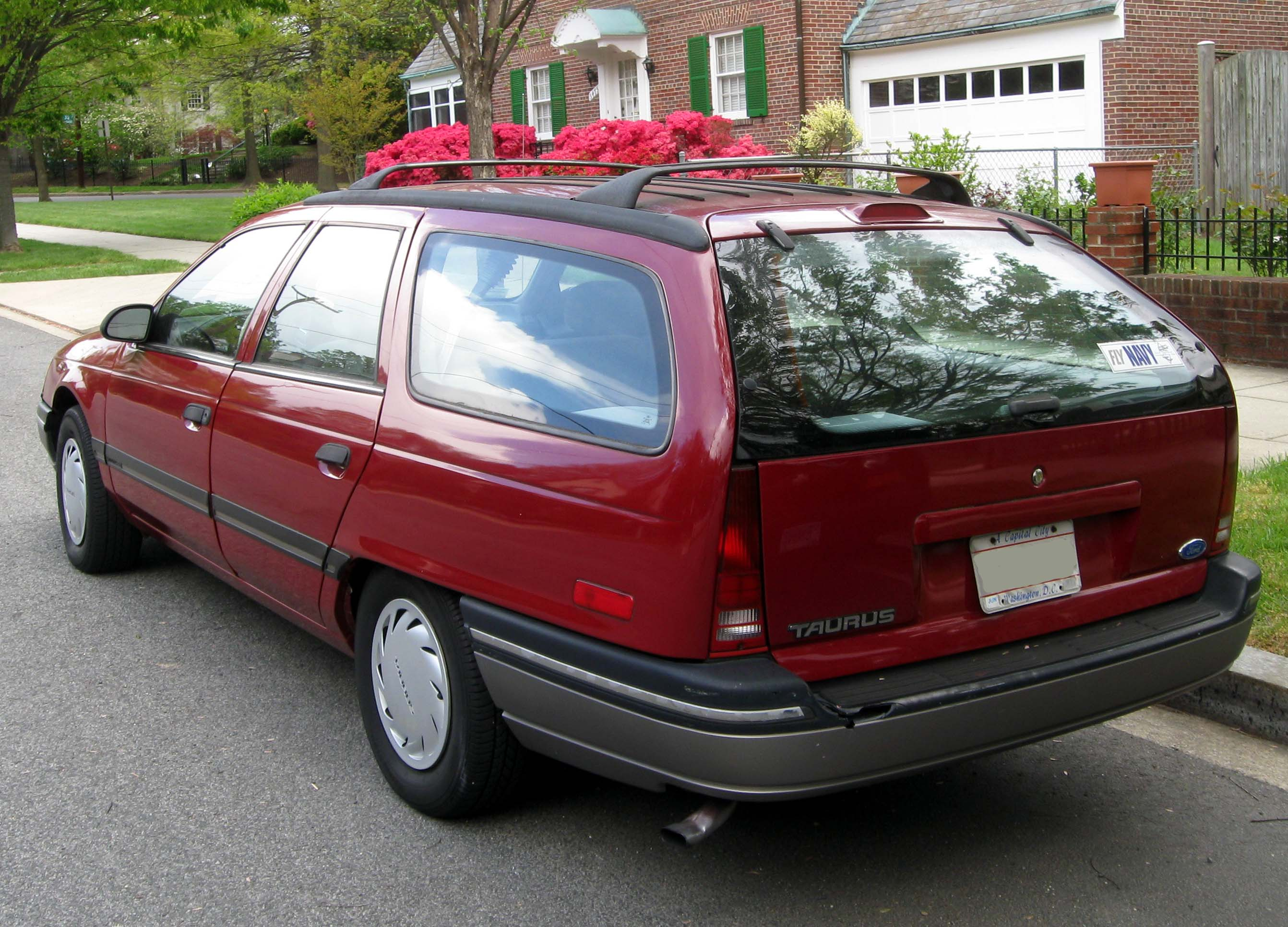
Ford Taurus I Wagon

Ford Taurus I został zaprezentowany po raz pierwszy w 1986 roku.
Premiera Taurusa odbyła się w grudniu 1985 w studiu MGM (gdzie powstały takie filmy jak Przeminęło z wiatrem). Nowy model marki zastąpił tylnonapędowego, bazującego na Fairmoncie Forda LTD i wdrożył u marki zupełnie nowy kierunek stylistyczny. Samochód zyskał aerodynamicznie ukształtowane nadwozie, w celu poprawy wyników zużycia paliwa.
W 1986 dostępnymi silnikami były 90-konny, 2,5-litrowy HSC R4 (w wersjach MT-5 i L), oraz nowy, 140-konny, 3,0-litrowy Vulcan V6 (dostępny opcjonalnie w L, standardowo w Gl i LX). MT-5 wyposażane było w 5-biegową skrzynię manualną, wersje z HSC w stary, 3-biegowy automat ATX, a te z Vulcanem w nowoczesny, 4-biegowy automat AXOD.
Bazowymi modelami były MT-5 i L, oba po 10.050 USD. GL było doposażone w kilka luksusowych gadżetów, standardowo oferowano w nim 3,0-litrowy Vulcan. Najdroższe LX posiadało też klimatyzację, elektrycznie sterowane szyby i siedzenia, odtwarzacz kasetowy oraz tempomat. Najwięcej kosztowało kombi LX – 14.300 USD.
W 1988 do palety dodano 3,8-litrowy Essex V6. Mimo że wytwarzał 140 KM, tak jak mniejszy Vulcan, produkował 291 Nm momentu obrotowego, co było przydatne zwłaszcza np. w jeździe po górach załadowanym kombi. W tym samym roku zrezygnowano z wersji MT-5; skrzynia manualna powróciła rok później w SHO.
W 1990 przestylizowano wnętrze, Taurus otrzymał nową kierownicę z poduszką powietrzną, inny drążek zmiany biegów, a także bardziej rozbudowaną deskę rozdzielczą. 2,5-litrowy HSC otrzymał wtrysk, co podniosło moc o 15 KM i moment obrotowy o 14 Nm. Wszystkie wersje oprócz SHO wyposażano w 4-biegowy automat AXOD, w 1991 unowocześniono go – powstał AXOD-E. LX posiadał ABS w standardzie.
Przez niecałe 6 lat produkcji pierwszej generacji Taurusa sprzedano około 2 milionów sztuk tego modelu.

### Ford Taurus SHO
Ford chciał pod koniec lat 80. wprowadzić na rynek lekki, dwuosobowy sportowy samochód, który mógłby konkurować np. z Toyotą MR2 czy Pontiakiem Fiero. Ford nawiązał współpracę z Yamahą, by skonstruować silniki do tego nowego modelu. Rynek dla takich modeli się w międzyczasie zmniejszył, dlatego zdecydowano się je wykorzystać w Taurusie SHO.
SHO nie odniósł sukcesu. Na zewnątrz niewiele się różnił od bazowego Taurusa, w przeciwieństwie do wnętrza – miał np. kubełkowe fotele czy obrotomierz wyskalowany do 8000 obrotów. Po zrezygnowaniu z wersji MT-5 SHO był jedynym Taurusem z manualną skrzynią biegów.

### Wersje wyposażeniowe
| Wersja  | Lata      | Silnik          | Moc             | Skrzynia biegów                    |
| ------- | --------- | --------------- | --------------- | ---------------------------------- |
| MT-5    | 1986–1988 | 2,5 l HSC R4    | 90 KM (67 kW)   | 5-biegowa skrzynia manualna MTX    |
| L       | 1986–1990 | 2,5 l HSC R4    | 90 KM (67 kW)   | 3-biegowy automat ATX              |
| L       | 1991      | 2,5 l HSC R4    | 105 KM (78 kW)  | 4-biegowy automat AXOD             |
| L GL LX | 1986–1990 | 3,0 l Vulcan V6 | 140 KM (104 kW) | 4-biegowy automat AXOD             |
| GL LX   | 1988–1990 | 3,8 l Essex V6  | 140 KM (104 kW) | 4-biegowy automat AXOD             |
| L GL LX | 1991      | 3,0 l Vulcan V6 | 140 KM (104 kW) | 4-biegowy automat AXOD-E           |
| GL LX   | 1991      | 3,8 l Essex V6  | 140 KM (104 kW) | 4-biegowy automat AXOD-E           |
| SHO     | 1989–1991 | 3,0 l SHO V6    | 220 KM (164 kW) | 5-biegowa skrzynia manualna MTX-IV |

## Druga generacja

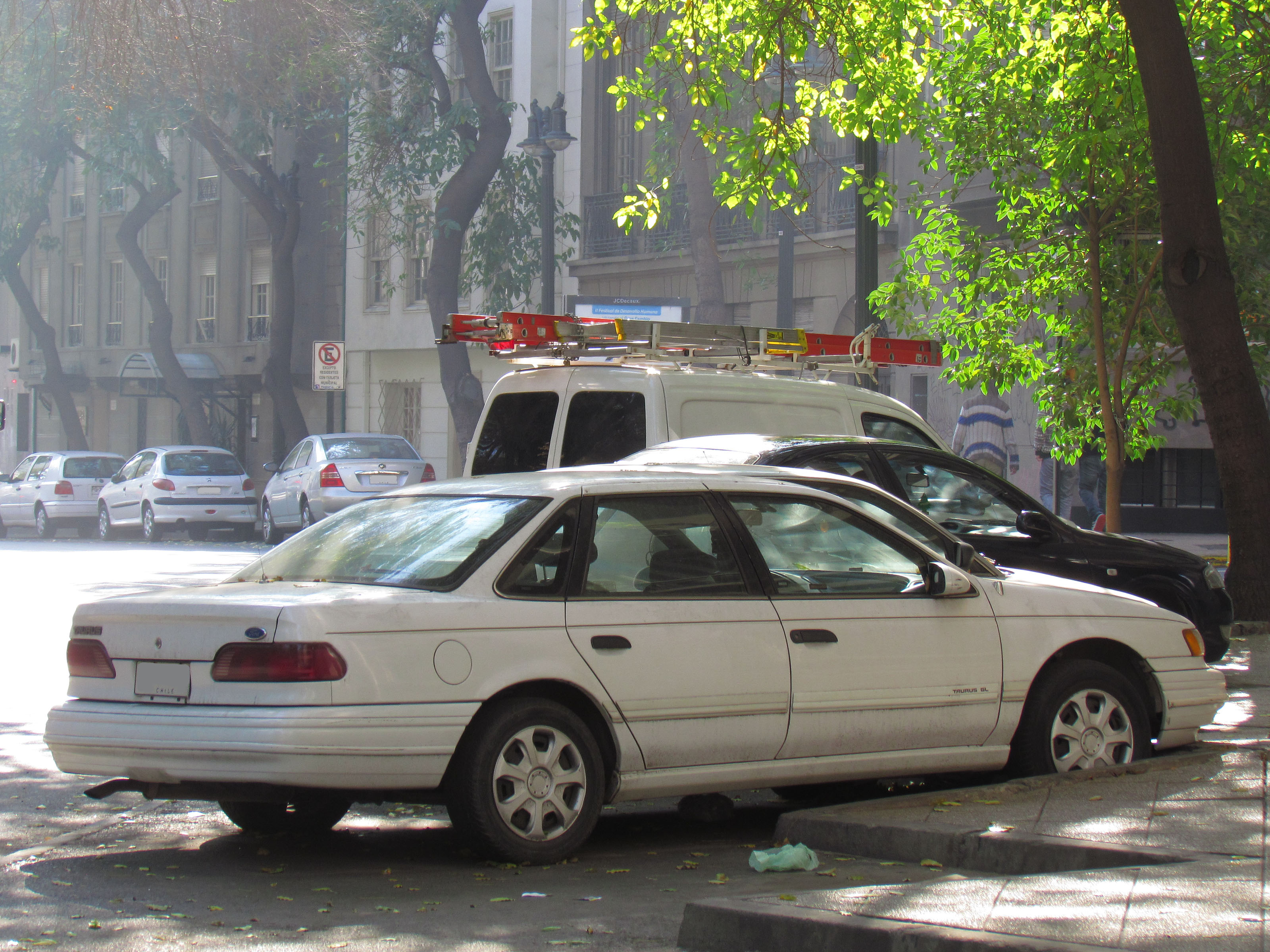
Ford Taurus II – tył

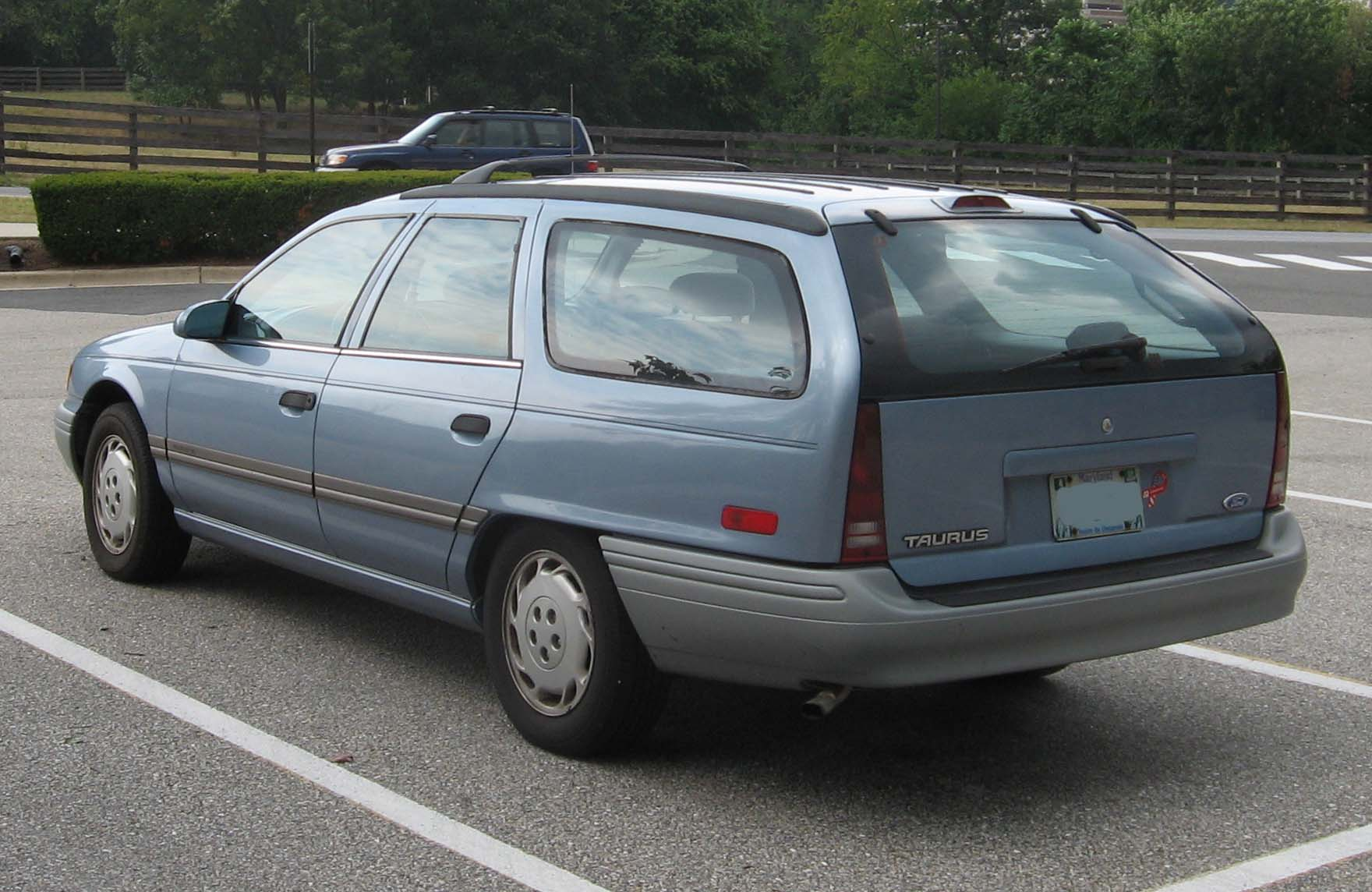
Ford Taurus II Wagon

Ford Taurus II został zaprezentowany po raz pierwszy w 1991 roku.
Drugie wcielenie Taurusa to tak naprawdę gruntownie zmodernizowana pierwsza generacja, w której wprowadzono szereg poprawek wizualnych i technicznych. Operacja ta kosztowała Forda 650 milionów ówczesnych dolarów. Pojawiły się nowe opcje wyposażenia, jak automatyczna klimatyzacja, elektryczny szyberdach, skórzane wstawki na siedzeniach czy inna deska rozdzielcza przystosowana specjalnie dla wersji z dwoma osobnymi fotelami z przodu (dostępna była też 3-osobowa kanapa). Kombi można było też doposażyć w trzeci rząd siedzeń, umożliwiający jazdę w osiem osób. Podczas oferowania tej generacji Taurus był co roku najlepiej sprzedającym się samochodem w Stanach Zjednoczonych.
Po 1991 z gamy wycofano 2,5-litrowe R4, od 1992 podstawowym silnikiem w większości wersji było 3,0-litrowe V6. Wyjątkami były wersja SHO i kombi LX. W 1993 zaprzestano sprzedawania podstawowego modelu L, jak i oferowania mało popularnych opcjonalnych elementów wyposażenia, np. podgrzewanej przedniej szyby. W 1994 wprowadzono poduszkę powietrzną pasażera oraz zmodernizowano boczną poduszkę kierowcy i kierownicę. Również w 1994 zaczęto standardowo wyposażać wszystkie Taurusy w 15-calowe koła, wcześniej 14-calowe sprzedawano w wersji GL.
Wersja Wagon (kombi) była zazwyczaj wyposażana w te same elementy, co sedan. Z położonym, dzielonym w stosunku 60/40 oparciem tylnej kanapy, kombi mieściło po dach około 2000 litrów bagażu. W standardowym położeniu siedzeń po dach można było załadować 1280 litrów pakunków.
Druga generacja Taurusa była w sprzedaży do 1995 r. Na ten rok modelowy dodano sportową wersję SE (podobnie bliźniak Mercury Sable otrzymał LTS). Od pozostałych modeli różniła się tym, że miała aluminiowe felgi (zapożyczone z LX), osobne fotele ze skórzanymi wstawkami, unikalne reflektory przednie (również z LX) i tylny spojler (z SHO).
W gamie Taurusa był też wersja policyjna. Radiowóz był „zwykłym” Taurusem GL z silnikiem Essex 3,8 l V6 (15 KM mocniejszym od tradycyjnego Essexa). Dodatkowym wyposażeniem były np. większy bak paliwa, ABS, inny grill czy prędkościomierz wyskalowany do 140 mph (ok. 220 km/h).
Od 1992 do 1995 sprzedano ok. 1,5 miliona egzemplarzy tej generacji Taurusa.

### Ford Taurus SHO
Drugi SHO miał ten sam napęd co pierwsza generacja: 3,0-litrowe V6 konstrukcji Yamahy i 5-biegową skrzynię manualną. Tym razem SHO bardziej różnił się od oryginału niż jego pierwsza generacja – otrzymał inne zderzaki i spoilery. M.in. reflektory i maska pochodziły z Mercury’ego Sable’a.
Brak automatycznej skrzyni biegów miał znaczący wpływ na sprzedaż SHO, co Ford zauważył w 1993 r. 3,2-litrowy SHO V6 był wyposażony już w automat; wciąż miał 220 KM – jak 3,0 l SHO V6 – ale też 20 Nm większy moment obrotowy niż wspomniany silnik.
W 1993 Ford gruntownie zmodernizował wnętrze SHO, dodał również nowy spojler, który zintegrowano ze światłem stopu.
Jeden SHO kombi został zbudowany przez Forda na prośbę magazynu Car and Driver. Model ten był na okładce CaD w kwietniu 1993 r, gdzie był określony m.in. „najszybszym i najlepszym kombi kiedykolwiek zbudowanym przez Forda”.
Samochód ważył 1649 kg, od 0 do 60 mph (ok. 100 km/h) przyspieszał w 7,2 s, a z 70 mph (ok. 115 km/h) do 0 hamował w 52,4 m (co było dobrym wynikiem na tamte czasy). Jeżeli Ford zdecydowałby się na jego produkcję, kosztowałby ok. 30 000 USD.

### Wersje wyposażeniowe
| Wersja | Lata      | Silnik          | Moc             | Skrzynia biegów                    |
| ------ | --------- | --------------- | --------------- | ---------------------------------- |
| L      | 1992      | 3,0 l Vulcan V6 | 140 KM (104 kW) | 4-biegowy automat AXOD-E           |
| GL LX  | 1992      | 3,0 l Vulcan V6 | 140 KM (104 kW) | 4-biegowy automat AXOD-E           |
| GL LX  | 1992      | 3,8 l Essex V6  | 140 KM (104 kW) | 4-biegowy automat AXOD-E           |
| GL LX  | 1993–1995 | 3,0 l Vulcan V6 | 140 KM (104 kW) | 4-biegowy automat AX4S             |
| GL LX  | 1993–1995 | 3,8 l Essex V6  | 140 KM (104 kW) | 4-biegowy automat AX4S             |
| SE     | 1995      | 3,0 l Vulcan V6 | 140 KM (104 kW) | 4-biegowy automat AX4S             |
| SE     | 1995      | 3,8 l Essex V6  | 140 KM (104 kW) | 4-biegowy automat AX4S             |
| SHO    | 1992–1995 | 3,0 l SHO V6    | 220 KM (164 kW) | 5-biegowa skrzynia manualna MTX-IV |
| SHO    | 1993–1995 | 3,2 l SHO V6    | 220 KM (164 kW) | 4-biegowy automat AX4N             |

## Trzecia generacja

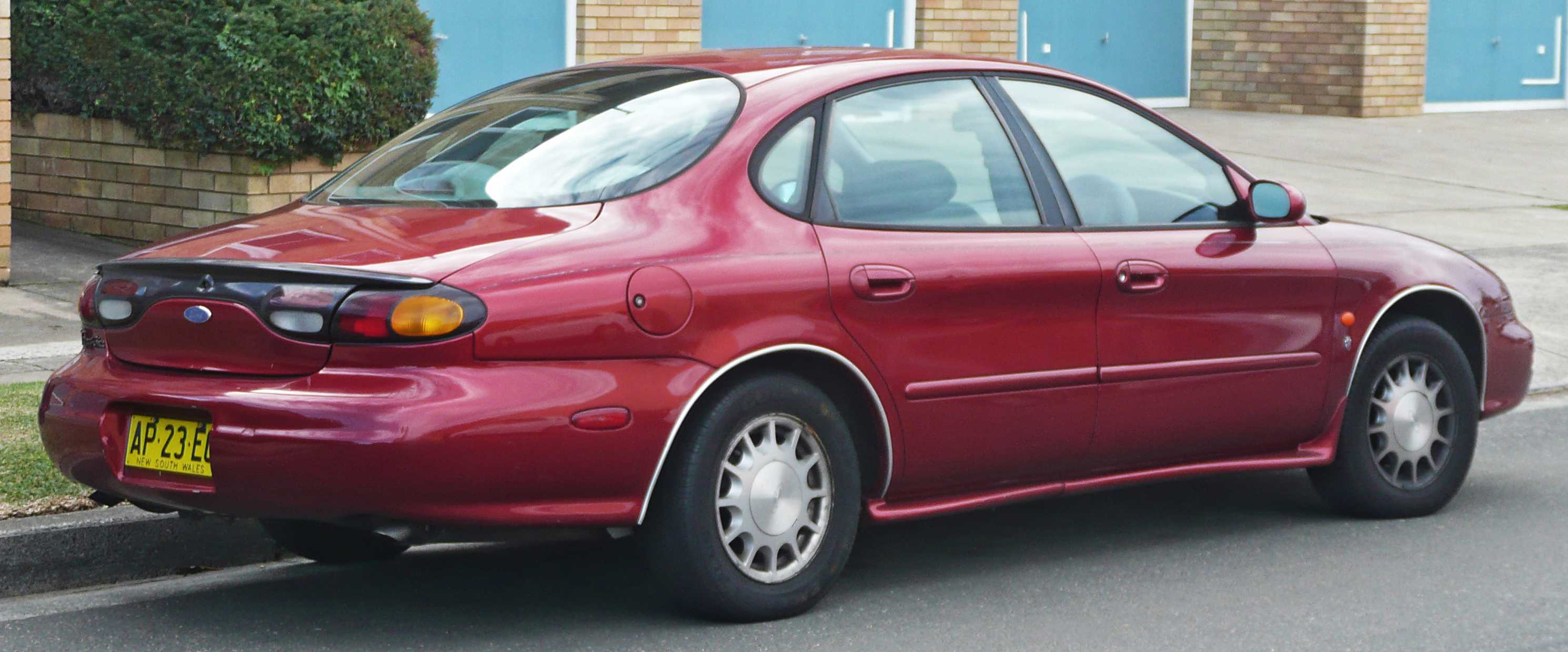
Ford Taurus III – tył

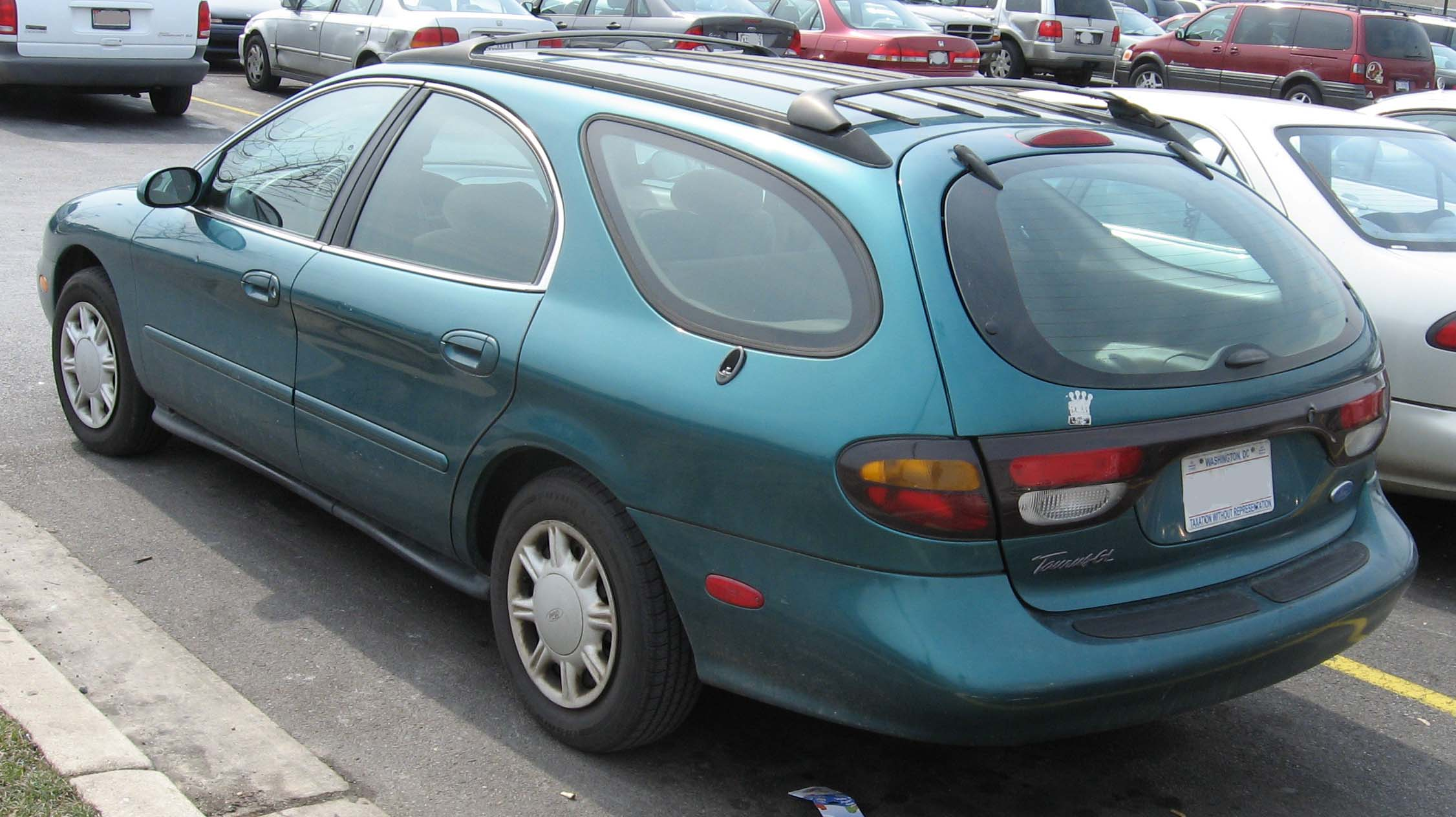
Ford Taurus III Wagon

Ford Taurus III został zaprezentowany po raz pierwszy w 1995 roku.
W połowie 1995 roku Ford przedstawił pierwszą od momentu debiutu tego modelu w 1986 roku, zupełnie nową i zbudowaną od podstaw odmianę Taurusa. Trzecia generacja otrzymała zupełnie inaczej wyglądające nadwozie, które stało się bardziej krągłe. Awangardowy wygląd wywołał kontrowersje, co przełożyło się na spadek sprzedaży w pierwszych latach produkcji. Złe przyjęcie Taurusa III przez rynek wywołały też stosunkowo wyższe ceny, niż w przypadku poprzednika.
Tym razem dostępne były trzy wersje wyposażeniowe: bazowa G, pośrednia GL i luksusowa LX. Trzecią generacją Taurusa amerykański oddział Forda powrócił na rynki z ruchem lewostronnym, gdzie oferowano ekskluzywnego Taurusa Ghia. Nowego SHO wyposażano w nowoczesny silnik 3,8 l SHO V8. Od 1997 można było też dostać model z napędem na benzynę i etanol, co jednak nie polepszyło sytuacji Taurusa na rynku nowych samochodów.
W celu poprawienia sprzedaży swojego średniego samochodu Ford zrestylizował go w 1998 r. Zmiany objęły zderzak przedni – teraz miał jeden owalny wlot powietrza, grill – przeniesiono na jego środek logo Forda, a także reflektory – dostały przezroczyste szkła i inny kształt wnętrza, co spowodowało, że były nie tylko ładniejsze, ale też skuteczniejsze. Kolor tylnych kierunkowskazów zmieniono z pomarańczowego na czerwony, by lepiej się komponowały z innymi zgrupowanymi z nimi światłami. Zrezygnowano z dwóch tańszych wersji wyposażenia (G i GL), zamiast nich wprowadzono SE, która była lekko usportowiona (obejmowała chociażby twardsze zawieszenie).
W 1998 r. 200-konny Duratec 30 był dostępny opcjonalnie w obu wersjach wyposażeniowych, ale już w 1999 łączono go tylko z SE. W tym samym roku do standardu modelu SE włączono dwa oddzielne siedzenia z przodu, opcjonalnie dostępne one były w LX.
Na rok modelowy 1999 Ford usunął niektóre elementy wyposażenia i lekko odświeżył Taurusa, głównie w celu obcięcia kosztów. Spowodowane było to spadającą sprzedażą tego modelu i skupieniu się Forda na rynku SUV-ów i pick-upów, których popularność bardzo wzrastała w tamtym czasie.
Mimo złych ocen i kłopotów z jakością Fordowi udało się sprzedać 1,4 miliona egzemplarzy tej generacji Taurusa.

### Ford Taurus SHO
Dla SHO przeznaczono 235-konny, 3,4-litrowy SHO V8, ale zrezygnowano z 5-biegowej przekładni manualnej. V8 podniosło masę własną modelu, a brak takiej skrzyni biegów oznaczał gorsze przyspieszenie niż w poprzednich generacjach, nawet pomimo większej prędkości maksymalnej (232 km/h), czy lepszego prowadzenia i hamowania.
I w tym przypadku pojawiły się kłopoty z jakością i spasowaniem elementów. Silnik ten bardzo często miał awarie przy przebiegu ok. 80 000 km, a gwarancja była ważna tylko do 58 000 km. Trzeci SHO był mniej popularny niż poprzednie, w 1997 sprzedano go 9000 sztuk. Rezultatem było zrezygnowanie z tej odmiany przy wprowadzeniu 4. generacji „byka”.

### Wersje wyposażeniowe
| Wersja | Lata      | Silnik                   | Moc             | Skrzynia biegów                               |
| ------ | --------- | ------------------------ | --------------- | --------------------------------------------- |
| G GL   | 1996–1997 | 3,0 l Vulcan V6          | 145 KM (108 kW) | 4-biegowy automat AX4S 4-biegowy automat AX4N |
| G GL   | 1996–1997 | 3,0 l DOHC Duratec 30 V6 | 203 KM (149 kW) | 4-biegowy automat AX4S 4-biegowy automat AX4N |
| LX     | 1996–1997 | 3,0 l DOHC Duratec 30 V6 | 203 KM (149 kW) | 4-biegowy automat AX4S 4-biegowy automat AX4N |
| LX SE  | 1998      | 3,0 l Vulcan V6          | 145 KM (108 kW) | 4-biegowy automat AX4S 4-biegowy automat AX4N |
| LX SE  | 1998      | 3,0 l DOHC Duratec 30 V6 | 203 KM (149 kW) | 4-biegowy automat AX4S 4-biegowy automat AX4N |
| LX     | 1999      | 3,0 l Vulcan V6          | 145 KM (108 kW) | 4-biegowy automat AX4S 4-biegowy automat AX4N |
| SE     | 1999      | 3,0 l DOHC Duratec 30 V6 | 203 KM (149 kW) | 4-biegowy automat AX4S 4-biegowy automat AX4N |
| SHO    | 1996–1999 | 3,4 l SHO V8             | 234 KM (175 kW) | 4-biegowy automat AX4N                        |

## Czwarta generacja

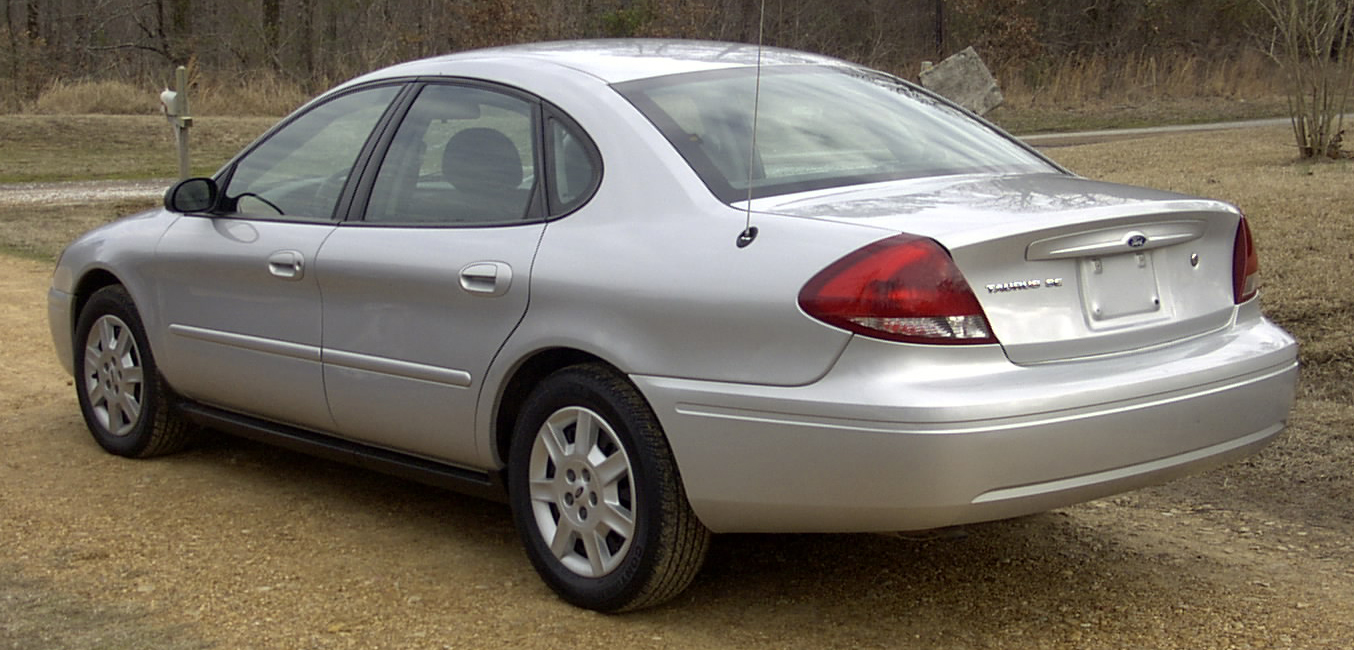
Ford Taurus IV – tył

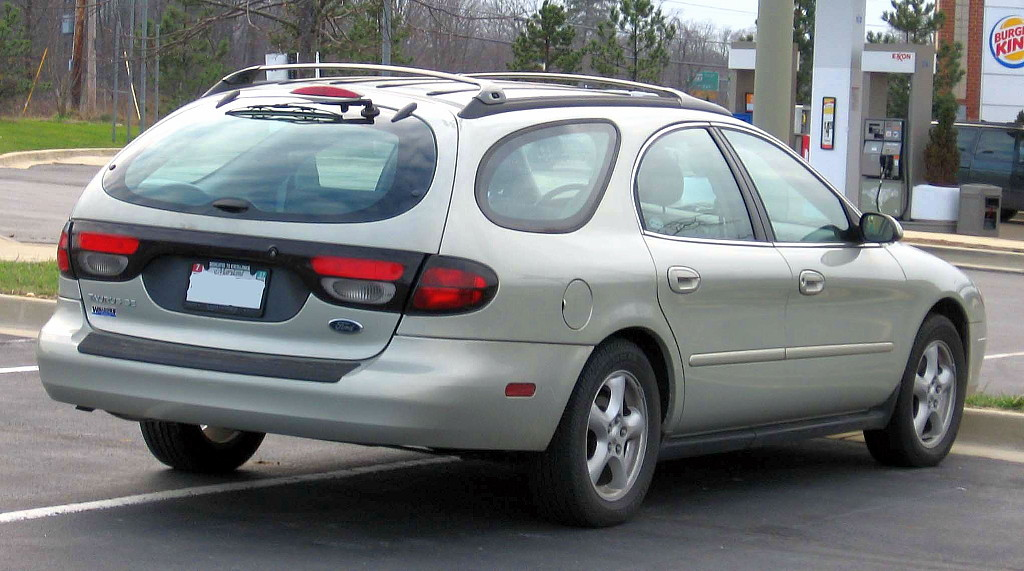
Ford Taurus IV Wagon

Ford Taurus IV został zaprezentowany po raz pierwszy w 1999 roku.
Czwarte wcielenie Taurusa ponownie okazało się jedynie gruntownie zmodernizowanym, dotychczas produkowanym modelem. W wersji sedan całkowicie zmodyfikowano przednią część nadwozia i tył, a w wersji kombi zmodernizowano jedynie przód. Zmieniły się też wymiary nadwozia wskutek zmian konstrukcyjnych. Poprowadzono wyżej dach, by zwiększyć ilość miejsca na głowy tylnych pasażerów. Co więcej, większa była też przestrzeń bagażowa (w kombi), która uczyniła Taurusa bardziej funkcjonalnym samochodem.
Wnętrze również pozbawiono kontrowersyjnych kształtów – np. owalnej części deski rozdzielczej, w której zgrupowana była większość przycisków. W celu bardziej komfortowej jazdy zmiękczono zawieszenie. Zrezygnowano z różnych kosztownych dodatków (chociażby hamulców tarczowych), by obniżyć cenę i zwiększyć rentowność sprzedaży. Wycofano też sportową wersję SHO.
Aby zachować wysoki popyt na Taurusa, Ford oferował w 2002 niepłatne opcje dla poszczególnych wersji: odtwarzacz CD i elektrycznie ustawiane siedzenie kierowcy w SE, elektryczny szyberdach lub skórzana tapicerka (do wyboru) w SES, oraz oba te elementy i elektrycznie ustawiane pedały w SEL. ASR i boczne poduszki powietrzne oferowano w każdej z nich.
W 2003 Ford obchodził 100-lecie swojego istnienia, przez co wprowadził na rynek Taurusa Centennial Version. Wersja ta zawierała wiele dodatkowych elementów w standardzie, jak wykończenie z jaśniejszego drewna, specjalną tapicerkę, unikalne koła, reflektory z czarnymi akcentami, czy skórzaną kurtkę i zegarek z napisem: Ford: 100 years („Ford: 100 lat”). Produkcję ograniczono do 3000 sztuk.
W 2004 Taurus przeszedł facelifting – zmieniono przedni i tylny pas nadwozia. Najbardziej widoczna zmiana to usunięcie chromowanej listwy na środku grilla i rozdzielenie wlotów powietrza na zderzaku (trzy zamiast jednego).
W 2005 r. zrezygnowano z wersji LX i SES, a rok później – z nadwozia kombi i 3,0-litrowego DOHC Duratec 30 V6. Wtedy też zakończyła się sprzedaż Taurusa klientom prywatnym w USA, samochód dostępny był już tylko klientom flotowym. Ciągle oferowano go w Kanadzie.

### Koniec produkcji i kontrowersje
Sprzedaż Taurusa z roku na rok spadała (od 382 35 sztuk w 2000, przez 353 560 w 2001, 332 690 w 2002, 300 496 w 2003, do około 150 000 w 2006), tracąc na rzecz średnich samochodów azjatyckiej konkurencji (głównie Toyocie Camry, Hondzie Accord i Nissanowi Altimie). Wersję kombi wycofano z produkcji w styczniu 2005, po krótkiej serii sedanów na rok modelowy 2006 zakończono sprzedaż tych aut klientom prywatnym w USA, ciągle oferowano go w Kanadzie. Klienci flotowi mogli go jeszcze kupić do października 2006 (w Ameryce Północnej był to rok modelowy 2007). Produkcję zakończono 27 października 2006, kiedy to Ford zamknął fabrykę w Atlancie jako część planu restrukturyzacyjnego The Way Forward („Droga Naprzód”). Potencjalnie ostatni egzemplarz Taurusa nabył S. Truett Cathy, właściciel sieci fast-foodów Chick-fil-A.
Taurus nie został zastąpiony jednym nowym modelem na zmodyfikowanej płycie podłogowej, ale trzema: większym następcą o nowej nazwie Five Hundred i crossoverem Freestyle, który zajął miejsce odmiany kombi. Wycofanie z użytku nazwy Taurus' wywołało kontrowersje, także w amerykańskich mediach. W artykule USA Today z 25 października 2006 podkreślono, że producenci japońscy zachowują nazwy swoich bestsellerów, jednocześnie udoskonalając je (np. Toyota Corolla – w produkcji od lat 60.), a „Wielka Trójka” z Detroit (General Motors, Ford Motor Company i Chrysler) nieustannie wdrażają do sprzedaży zupełnie nowe modele i nazwy wraz z nadejściem innych trendów. Praktykę tę poddano krytyce.

### Wersje wyposażeniowe
| Wersja    | Lata      | Silnik                    | Moc                             | Skrzynia biegów        |
| --------- | --------- | ------------------------- | ------------------------------- | ---------------------- |
| LX SE SES | 2000–2005 | 3,0 l Vulcan V6           | 155 KM (116 kW)                 | 4-biegowy automat AX4N |
| LX SE SES | 2000–2005 | 3,0 l DOHC Duratec 3,0 V6 | 200 KM (149 kW) 201 KM (150 kW) | 4-biegowy automat AX4N |
| SEL       | 2000–2005 | 3,0 l DOHC Duratec 3,0 V6 | 200 KM (149 kW) 201 KM (150 kW) | 4-biegowy automat AX4N |
| SE SEL    | 2005–2006 | 3,0 l Vulcan V6           | 155 KM (116 kW)                 | 4-biegowy automat AX4N |

## Piąta generacja

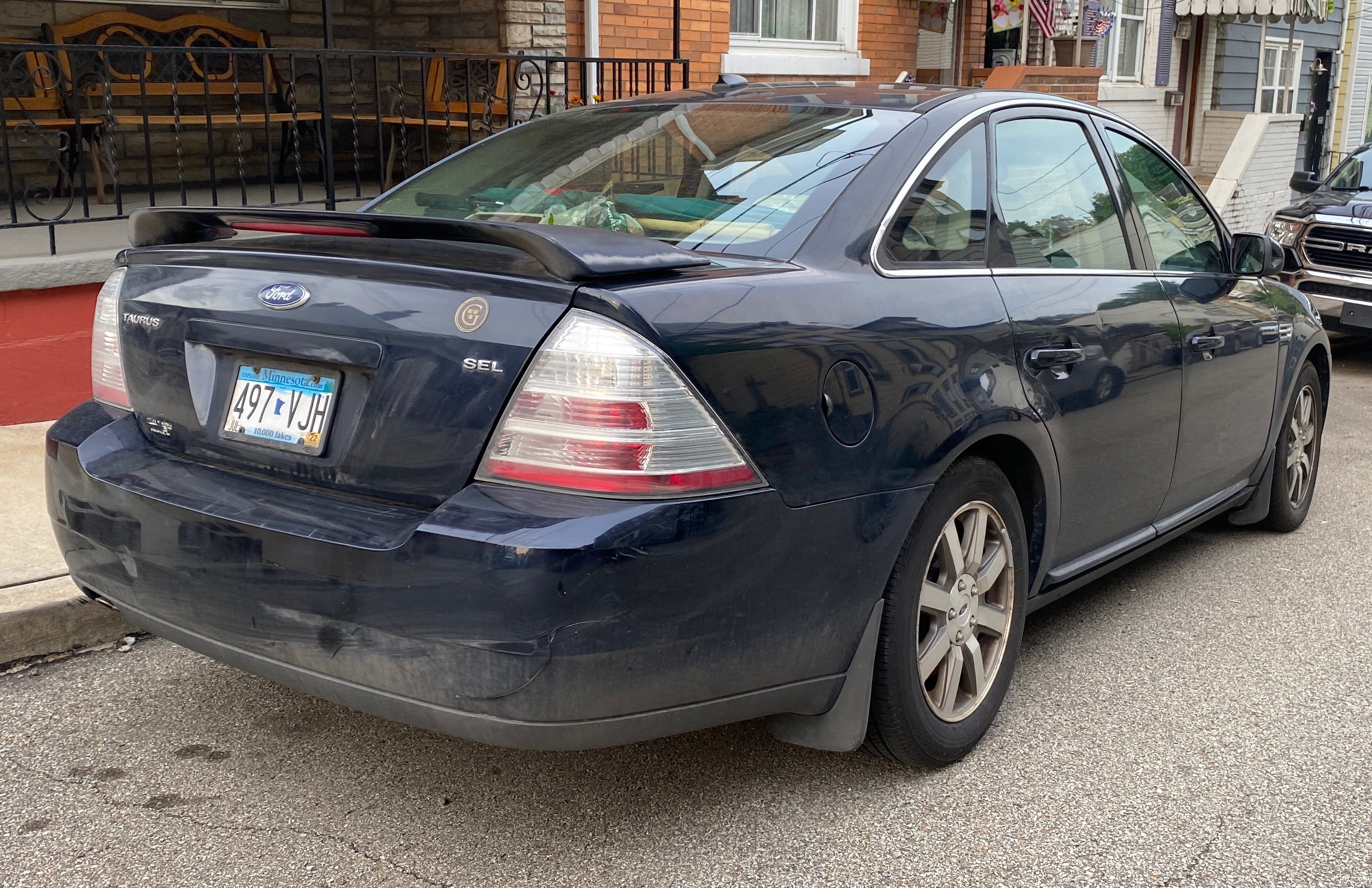
Ford Taurus V SEL – tył

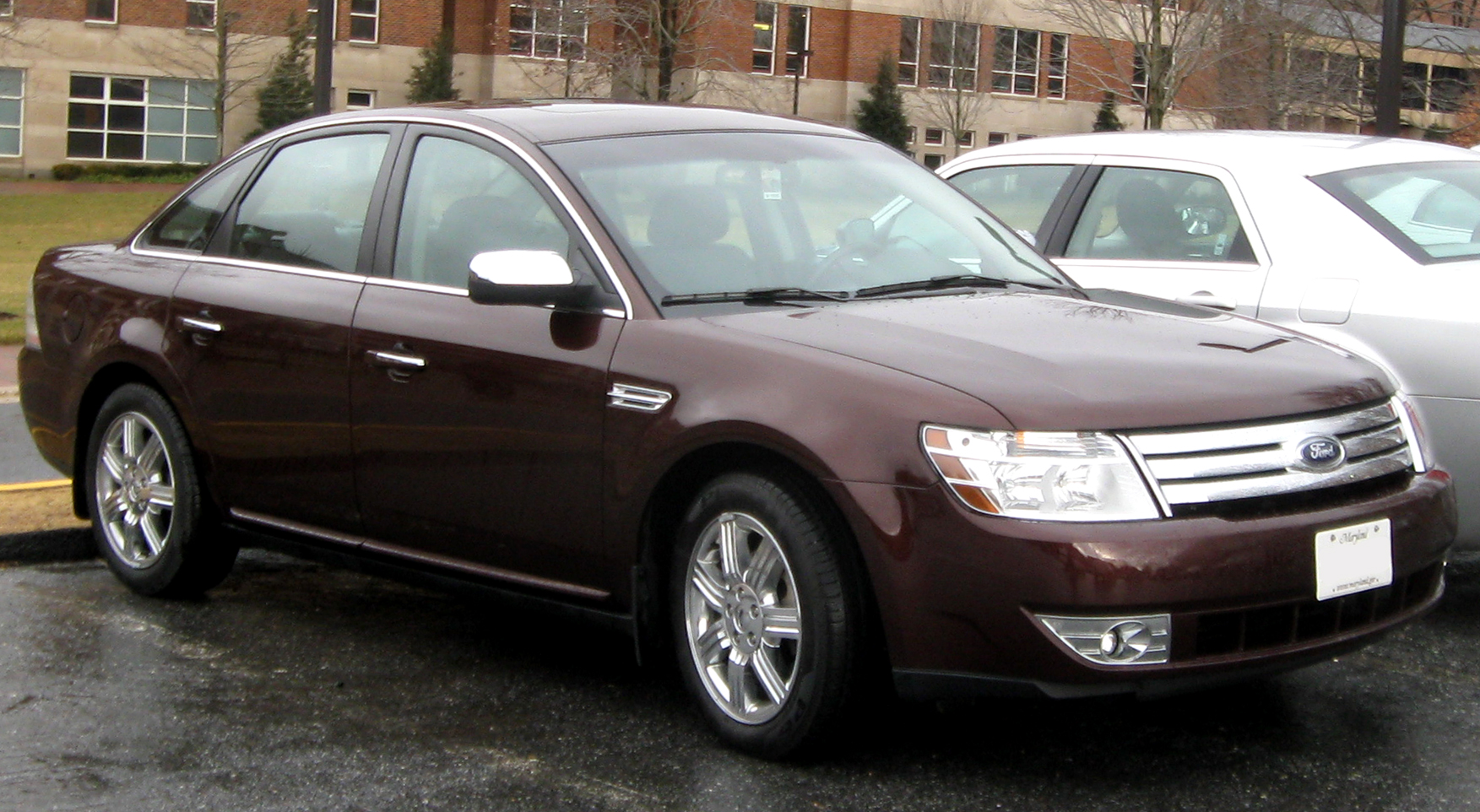
Ford Taurus V Limited

Ford Taurus V został zaprezentowany po raz pierwszy w 2007 roku.
Po zastąpieniu Taurusa czwartej generacji nowym, większym modelem o nazwie Five Hundred, decyzja Forda wywołała kontrowersje. Przełożyło się to na sprzedaż, która nie spełniła oczekiwań marki. Z tego powodu, po 3 latach produkcji producent zdecydował się przeprowadzić gruntowną modernizację modelu i ponownie nazwać go Taurus. W ten sposób, model stał się piątą generacją.
Ówczesny Dyrektor generalny Forda (Alan Mullaly) powiedział, że nazywanie wszystkich nowych modeli na „F” nie było dobrym posunięciem, a w dodatku nietrafione nazwy dostały niektóre samochody zastępujące bardzo popularne i dobrze rozpoznawalne pojazdy.
Zmiany w stosunku do Five Hundred obejmują nowy pas przedni z chromowanym grillem (znanym chociażby z Fusiona), mocniejszy 260-konny, 3,5-litrowy silnik Cyclone oraz „zwykłą”, 6-biegową skrzynię automatyczną 6F (zamiast przekładni CVT, ograniczającej moc poprzedniego silnika). Podobne zmiany też przejdzie Freestyle, którego ujrzymy już pod nazwą Taurus X.
Organizacja NHTSA po serii testów zderzeniowych przyznała Taurusowi pięć gwiazdek (najwyższą notę) za ochronę pasażerów podczas zderzenia czołowego, podobnie (również najwyższy możliwy wynik) za zderzenie boczne. Nazwano go „najbezpieczniejszym dużym sedanem na rynku amerykańskim”.
Pod koniec maja 2007 wprowadzono 5. generację do sprzedaży w USA. Do końca miesiąca zdążono tam sprzedać 125 sztuk nowego Taurusa. W pierwszym pełnym miesiącu sprzedaży – czerwcu – sprzedano kolejne 5836 sztuk, a w słabym dla całego rynku lipcu 3907. Łącznie sprzedano 9868 aut. Luksusowy bliźniak piątej generacji Taurusa, Mercury Sable, wyjechał z salonów w czerwcu w liczbie 1520 egzemplarzy, w lipcu zaś 1776 (łącznie 3296).

### Wersje wyposażeniowe
| Wersja      | Lata   | Silnik           | Moc             | Skrzynia biegów      |
| ----------- | ------ | ---------------- | --------------- | -------------------- |
| SEL Limited | 2007 – | 3,5 l Cyclone V6 | 260 KM (194 kW) | 6-biegowy automat 6F |

## Szósta generacja

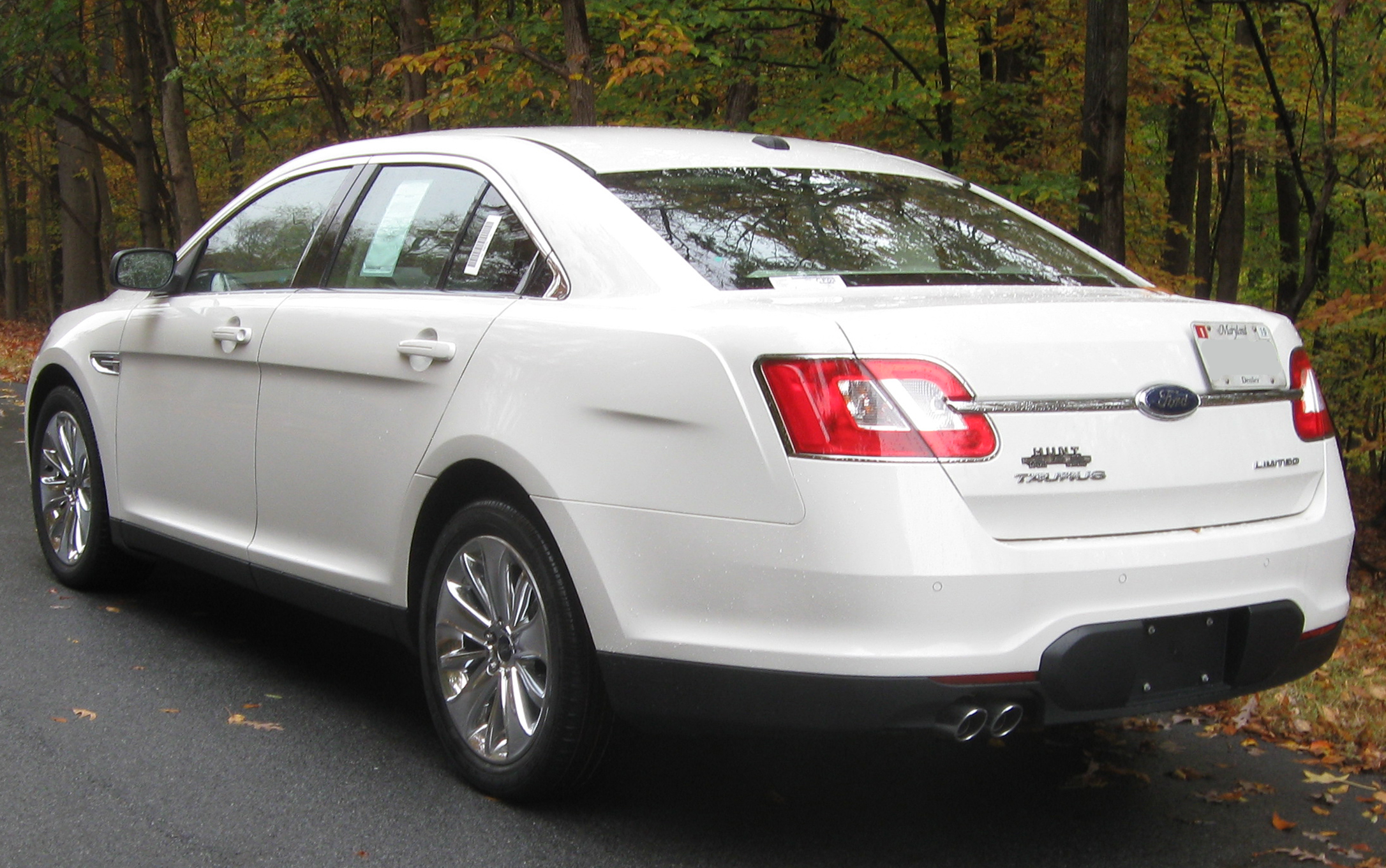
Ford Taurus VI – tył

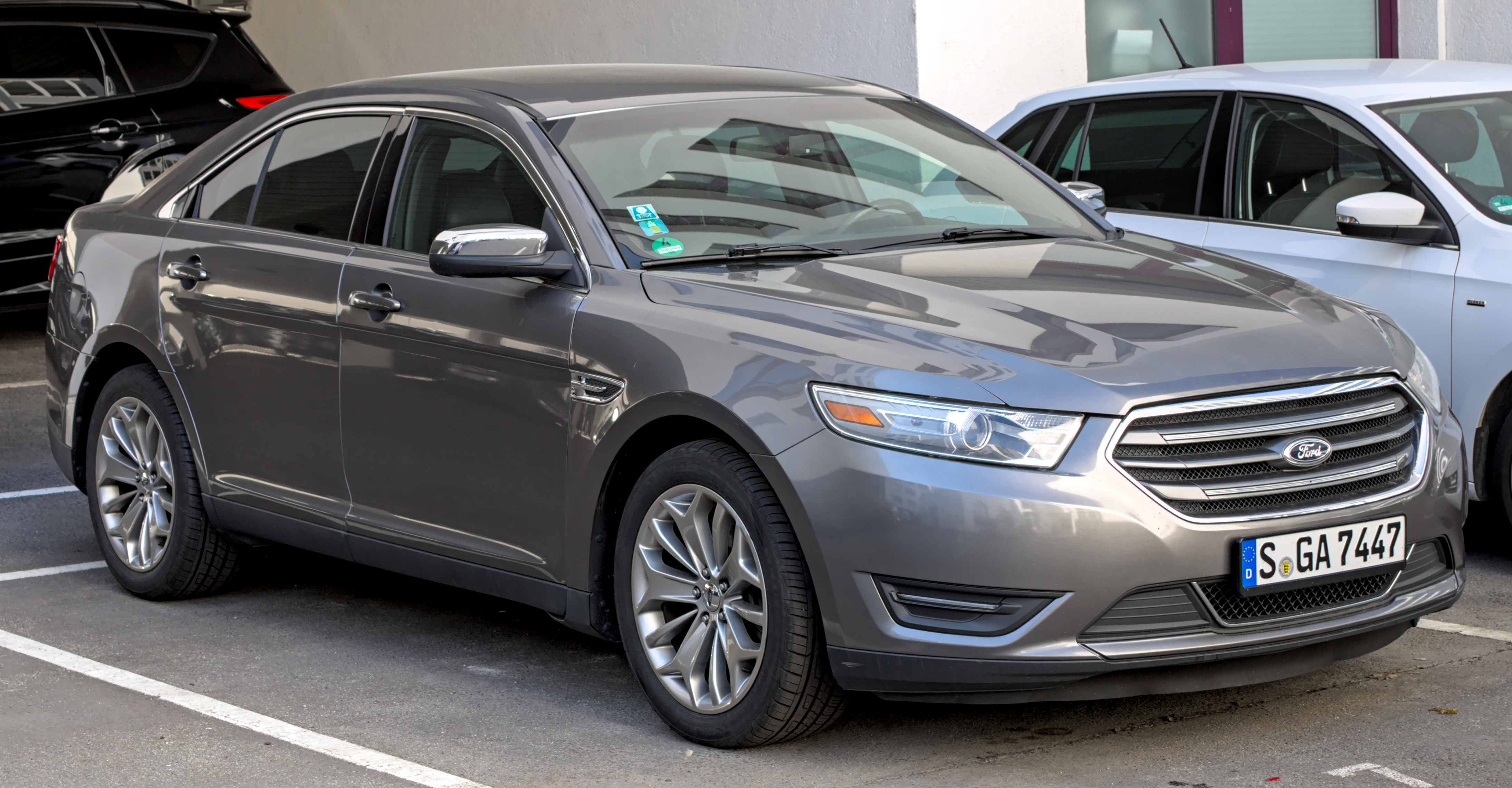
Ford Taurus VI po liftingu

Ford Taurus VI został zaprezentowany po raz pierwszy w 2009 roku.
Auto zostało zaprezentowane na salonie samochodowym w Detroit w 2009 roku. Według zamierzeń miał on wyróżniać się niebanalnym wyglądem pośród innych amerykańskich sedanów klasy średniej. Wyposażony został w wiele gadżetów polepszających komfort jazdy jak na przykład system nawigacyjny firmy Sony z wbudowanym 10-gigabajtowym dyskiem twardym, a także MyKey- system umożliwiający zablokowanie maksymalnej prędkości oraz przestawienie systemu bezpieczeństwa aktywnego w najbardziej restrykcyjny tryb. Po długiej przerwie powróciła również sportowa wersja SHO wyposażona w turbodoładowany silnik. Różni się od innych wersji sportowymi detalami oraz łopatkami do zmiany biegów przy kierownicy.
Produkcja została zakończona oficjalnie w marcu 2019 roku bez przewidzianego następcy. To następstwo decyzji producenta z 2018 roku, w ramach której z oferty w Ameryce Północnej wycofano wszystkie osobowe sedany na rzecz SUV-ów i crossoverów.

### Wersje wyposażeniowe
| Wersja         | Lata  | Silnik                       | Moc    | Skrzynia biegów                                     |
| -------------- | ----- | ---------------------------- | ------ | --------------------------------------------------- |
| SE SEL LIMITED | 2009– | 3,5 l Duratec V6             | 263 KM | 6-biegowy automat/6- biegowy SelectShift Automatic™ |
| SE SEL LIMITED | 2009– | 3,5 l DOHC Turbo EcoBoost V6 | 365 KM | 6-biegowy automat/6- biegowy SelectShift Automatic™ |
| SHO            | 2009– | 3,5 l DOHC Turbo EcoBoost V6 | 365 KM | 6-biegowy automat/6- biegowy SelectShift Automatic™ |

## Siódma generacja

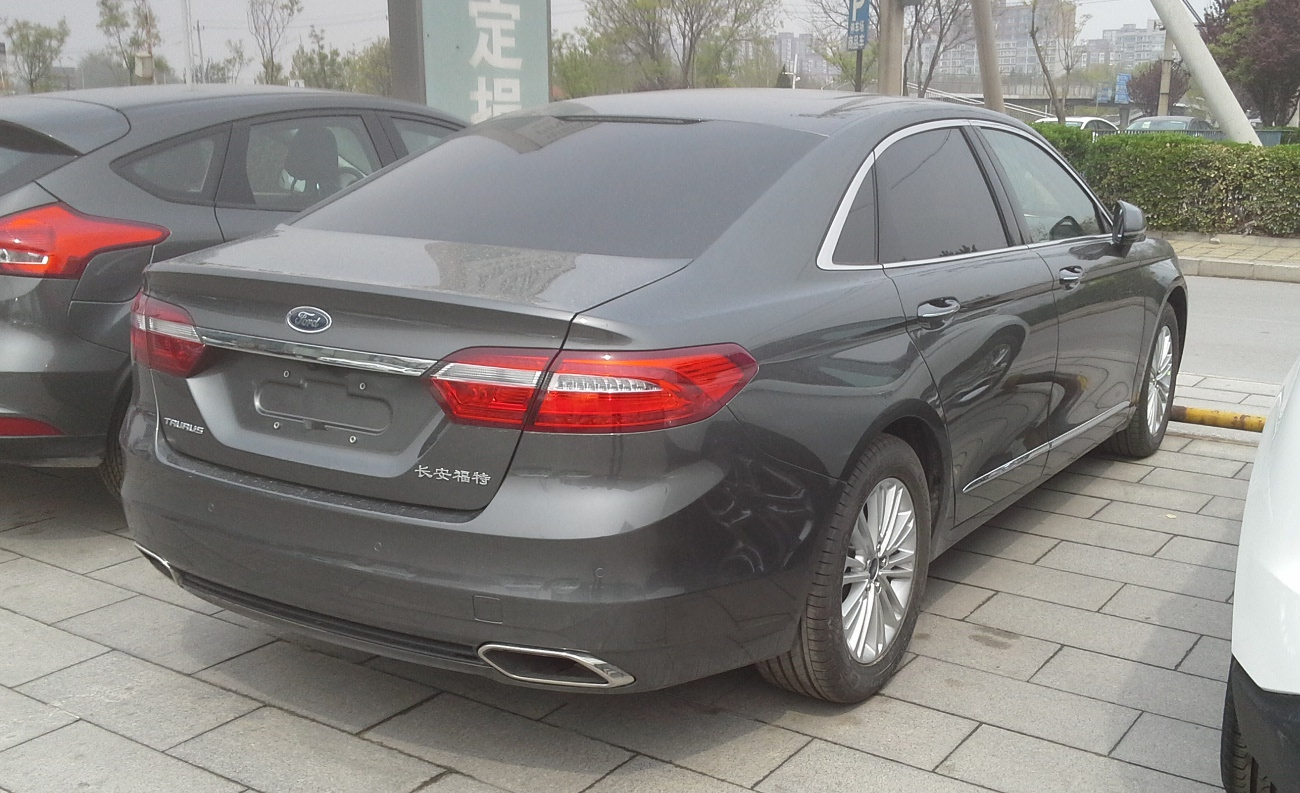
Ford Taurus VII – tył

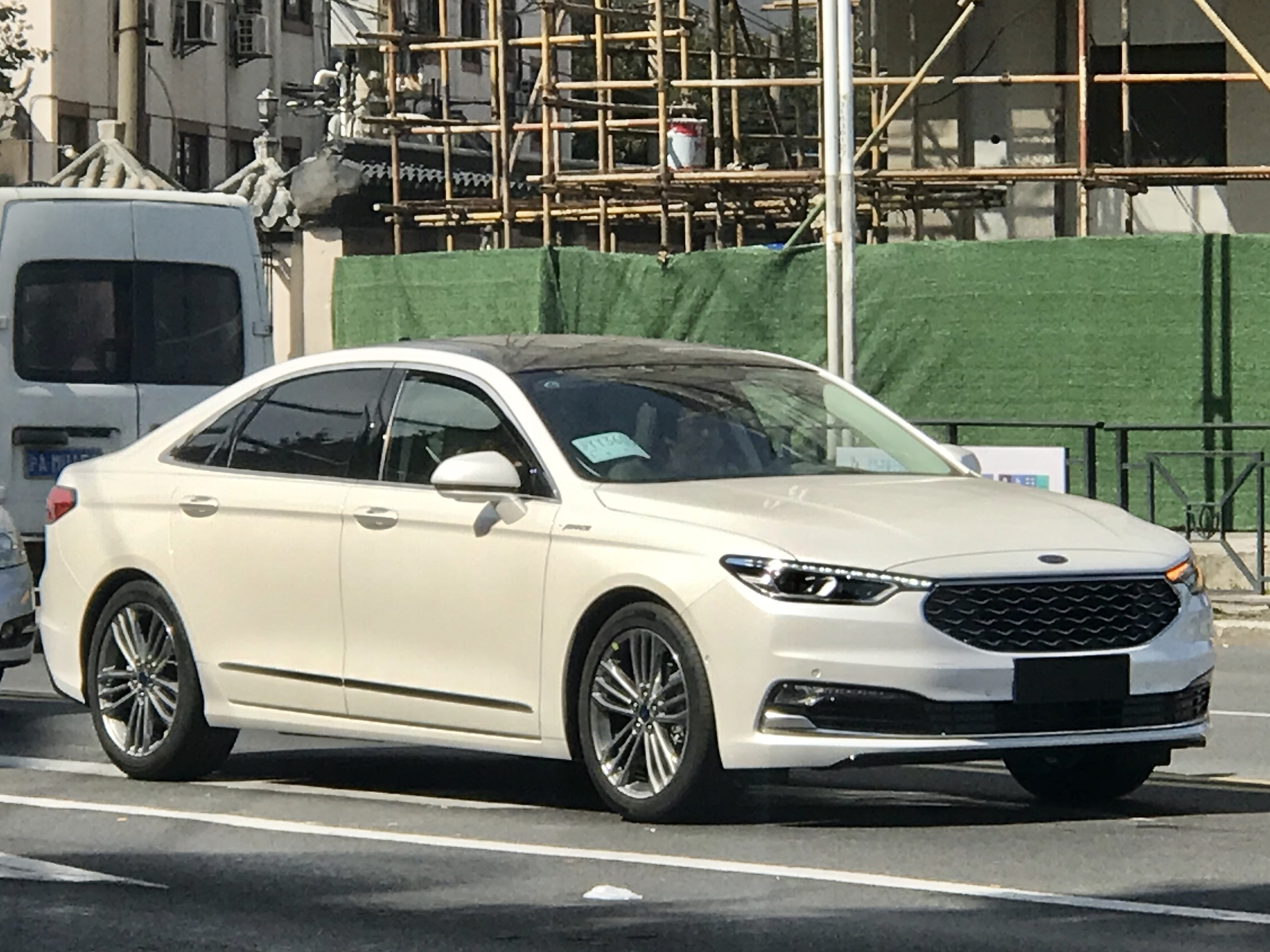
Ford Taurus VII po liftingu

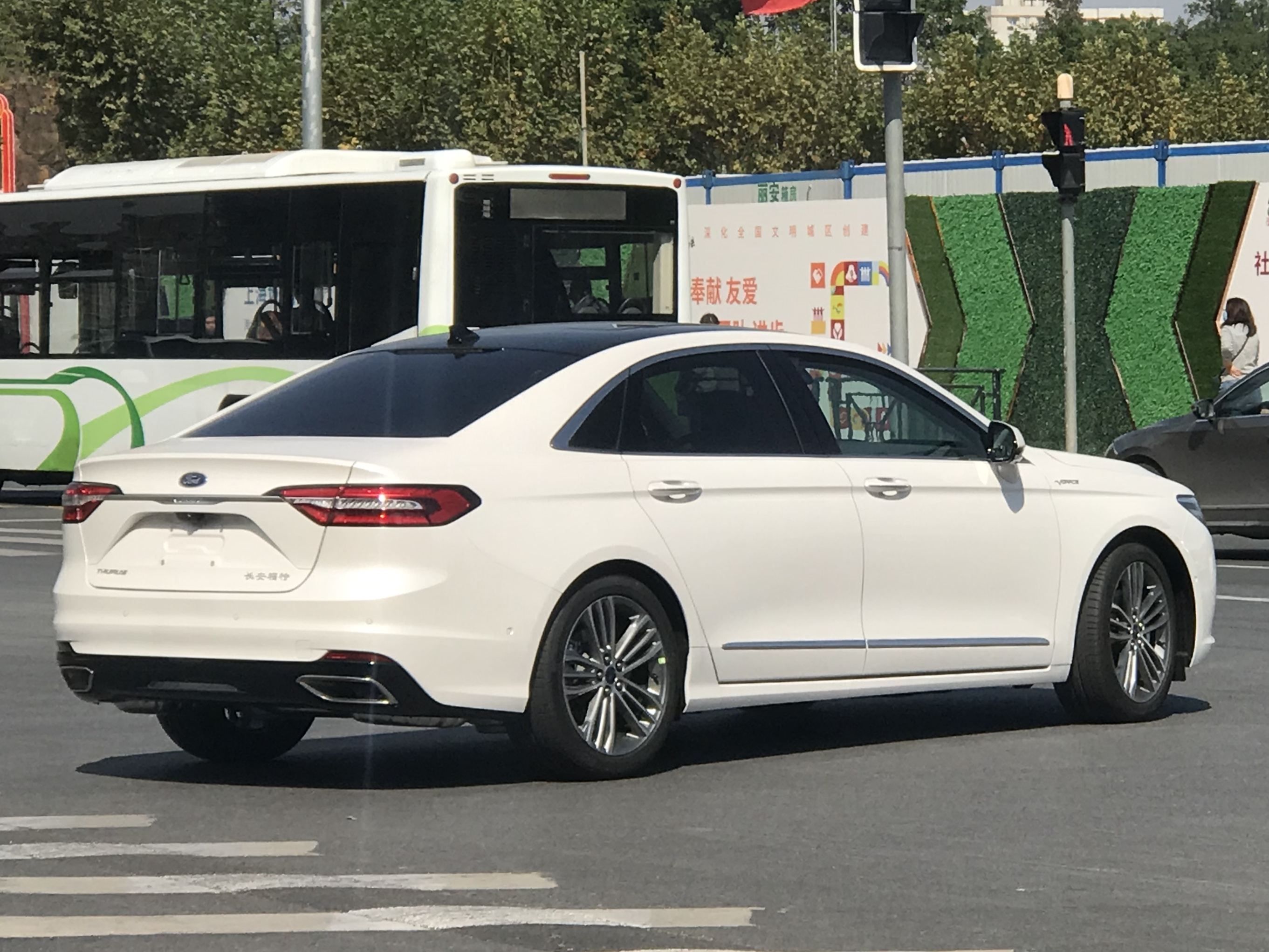
Ford Taurus VII – tył po liftingu

Ford Taurus VII został zaprezentowany po raz pierwszy w 2015 roku.
Niezależnie od rynku amerykańskiego, we współpracy oddziału australijskiego i chińskiego Ford opracował w 2015 roku zupełnie nową, siódmą generację Taurusa z myślą o rynku chińskim. Premiera modelu miała miejsce w kwietniu 2015 roku.
Samochód utrzymano w stylistyce odpowiadającej aktualnemu kierunkowi na globalnych rynkach, zyskując charakterystyczne wąskie i strzelite reflektory, a także dużą atrapę chłodnicy w kształcie trapezu. Ford zdementował prędko informacje, jakoby Taurus VII miał być przeznaczony w przyszłości do sprzedaży także na rodzimym amerykańskim rynku – to model wyłącznie na potrzeby rynku Chin i Tajwanu.

### Lifting
W maju 2019 roku Ford przedstawił chińskiego Taurusa VII po modernizacji, w ramach której pojawił się nowy, zaokrąglony grill, a także zmodyfikowane reflektory łączące się z nim. Ponadto, zmodyfikowano wkłady tylnych lamp i zaktualizowano listę wyposażenia. Jako że kilka tygodni wcześniej zakończyła się produkcja amerykańskiego Taurusa poprzedniej generacji, samochód stał się od tego czasu modelem obecnym wyłącznie w Chinach.

### Silniki
- L4 1,5l CAF479QA3
- L4 2,0l EcoBoost
- V6 2,7l EcoBoost

## Ósma generacja

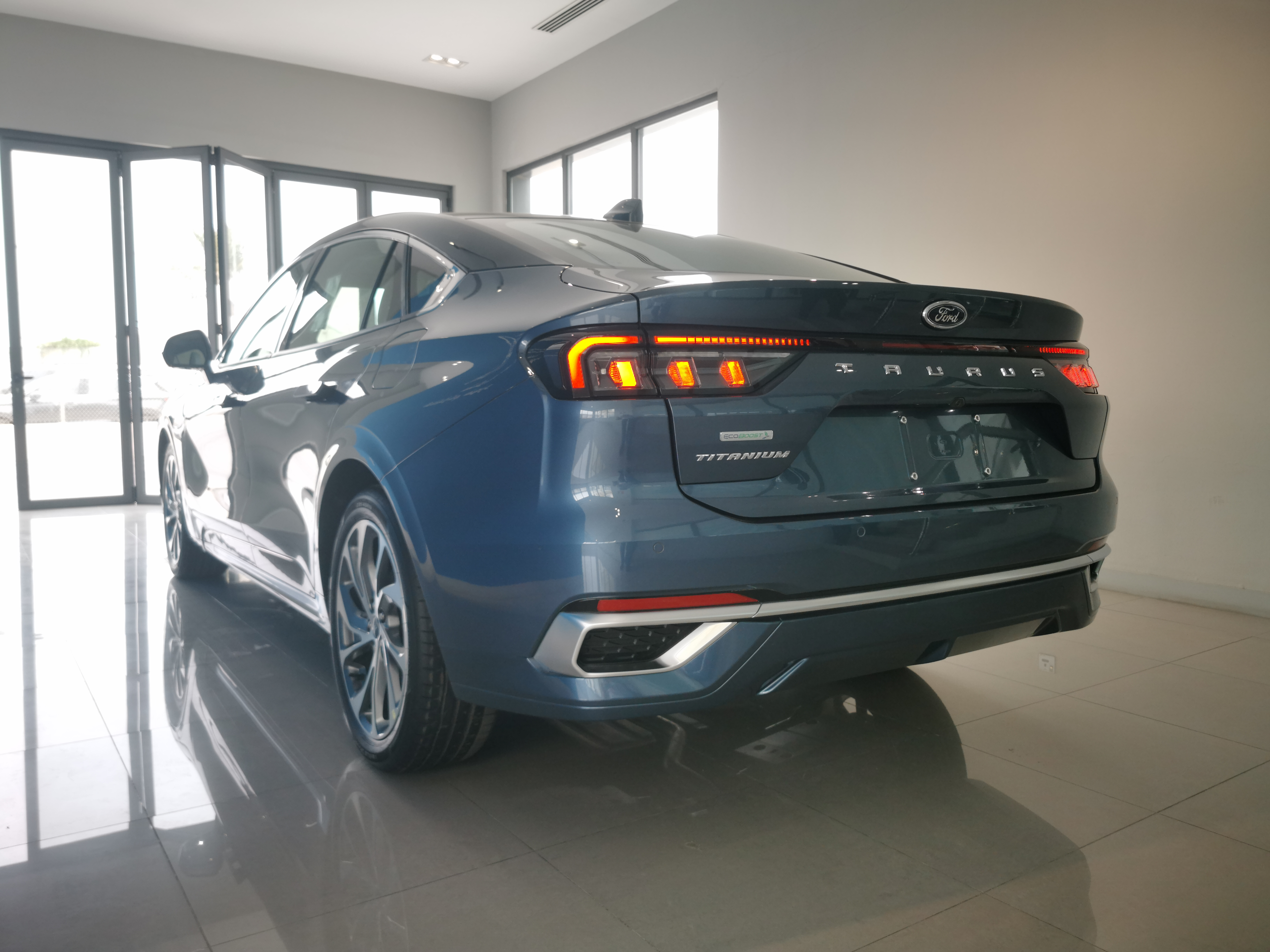
Ford Taurus VIII – tył

Ford Taurus VIII został zaprezentowany po raz pierwszy w 2022 roku.
Poczynając od 2022 roku, nazwa Taurus pozostała obecna w portfolio Forda wyłącznie na rynkach z regionu Bliskiego Wschodu. Ósma generacja stała się identyczna z nowym, większym chińskim Ford Mondeo kolejnej generacji, który zadebiutował 3 miesiące wcześniej jako flagowa limuzyna amerykańskiej firmy. W stosunku do poprzednika, nowy bliskowschodni Taurus zyskał w ten sposób bardziej awangardową stylistykę, z masywnie zarysowanymi nadkolami, dwurzędowymi reflektorami i obszernym ośmioramiennym wlotem powietrza wzbogaconym listwą LED.
Obszerne zmiany w stosunku do poprzednika przeszła też kabina pasażerska. Zamiast masywnej konsoli centralnej i dużych paneli przycisków, zdecydowano się tym razem na cyfrowo-minimalistyczne wzornictwo z obszernym, centralnie umieszczonym dotykowym wyświetlaczem o przekątnej 13,2 cala. Pod jedną taflą płynnie połączono go z cyfrowymi wskaźnikami o przekątnej 8 cali. Do napędu wykorzystano ten sam co w chińskim odpowiedniku 2-litrowy silnik benzynowy EcoBoost połączony z 8-stopniową automatyczną przekładnią biegów.

### Sprzedaż
Ford Taurus VIII oferowany jest m.in. w Arabii Saudyjskiej, Zjednoczonych Emiratach Arabskich, Kuwejcie i Katarze. Poza regionem Bliskiego Wschodu, wyższej klasy limuzyna oferowana jest jeszcze na głównym rynku zbytu, w Chinach. Tam tym razem samochodowi zdecydowano się nadać inną nazwę Ford Mondeo, oferując go jako kolejną generację mniejszego dotychczas modelu.

### Silnik
- R4 2.0l EcoBoost 229 KM

## Rynki eksportowe
Trzecia generacja Taurusa była eksportowana do Australii, Hongkongu, Izraela, Japonii i Nowej Zelandii, lecz nie zyskała tam zbytniej popularności. Miała przednie reflektory z Sable’a, oraz specjalnie zaprojektowany zderzak z kierunkowskazami i światłami do jazdy dziennej. Wnętrze również zmieniono, a oprócz oczywistych zmian – np. przeniesienia kierownicy na prawą stronę – hamulec ręczny ustawiono między fotelami (w Ameryce Północnej zamiast dźwigni hamulca był pedał).
W Australii i Nowej Zelandii Taurus nie zdobył popularności przez wewnętrzną konkurencję ze strony modelu Ford Fairmont, który oferowany z mocniejszym silnikiem i tylnym napędem kosztował podobną wartość. Mimo że np. w Japonii dostępne były obie wersje samochodu (sedan i kombi), to w Australii można było kupić jedynie sedana, podobnie jak w Hongkongu.
W Brazylii w 1994 wprowadzono do sprzedaży drugą generację tego samochodu, również tylko z 4-drzwiowym nadwoziem. Był traktowany jako luksusowa alternatywa dla europejskiego Forda Mondeo. W latach 1997–1998 oferowano tam też trzecią generację auta, ale nie zdobyła ona popularności, głównie przez kontrowersyjną stylizację.

## Sławni właściciele
- Conan O’Brien posiada drugą generację SHO.
- Jay Leno posiada kilka Taurusów w wersji SHO.
- Pat Goss z programu motoryzacyjnego MotorWeek jeździ SHO '91.
- Noel Gugliemi, znany chociażby z Bruce’a Wszechmogącego czy Szybkich i wściekłych, jeździ 4. generacją SE.
- S. Truett Cathy, właściciel Chick-Fil-A, posiada ostatniego Taurusa z fabryki w Atlancie.